# Cadiz (Ohio)
Cadiz /ˈkædɪs/ è un villaggio degli Stati Uniti d'America e capoluogo della contea di Harrison nello Stato dell'Ohio. La popolazione era di 3.353 persone al censimento del 2010.

## Geografia fisica
Secondo lo United States Census Bureau, ha un'area totale di 8,94 miglia quadrate (23,15 km²).

## Storia
Cadiz fu fondata nel 1803 all'incrocio delle strade verso ovest da Pittsburgh e Washington (Pennsylvania), e deve il suo nome alla città di Cadice (Cadiz in inglese) in Spagna. Il villaggio divenne il capoluogo della neonata contea di Harrison nel 1813. Nel 1840, Cadiz possedeva 1.028 abitanti; nel 1846, il villaggio possedeva quattro chiese e 21 negozi. La Steubenville and Indiana Railroad, predecessora della Pennsylvania Railroad, aprì a Cadiz l'11 giugno 1854.
Nel 1901 vi nacque il celebre attore Clark Gable.

## Società

### Evoluzione demografica
Secondo il censimento del 2010, c'erano 3,353 persone.

### Etnie e minoranze straniere
Secondo il censimento del 2010, la composizione etnica del villaggio era formata dall'87,4% di bianchi, l'8,4% di afroamericani, lo 0,3% di asiatici, lo 0,3% di altre razze, e il 3,5% di due o più etnie. Ispanici o latinos di qualunque razza erano lo 0,8% della popolazione.